# Medal Służby Operacyjnej w Afganistanie
Medal Służby Operacyjnej w Afganistanie (ang. Operational Service Medal for Afghanistan, poprzednio znany jako OSM for service on Operation Veritas) – brytyjski medal wprowadzony 1 stycznia 2000.

## Zasady nadawania
Medal ma złożone kryteria nadawania, które zależą od długości służby jak i lokalizacji operacji.
By zakwalifikować się do medalu z klamrą, personel musiał służyć w Afganistanie między 11 września 2001 i 1 sierpnia 2002, przez 5, 21 albo 30 dni nieprzerwanej służby w czasie operacji Jacana i Bandog lub podczas operacji Veritas, Fingal i Landman.
Służba podczas operacji Landman, Veritas, Oracle, Ramson albo Damien w innych krajach na Bliskim Wschodzie, w innym niż wymieniony wyżej okres kwalifikowała się do medalu bez klamry.

## Okucie medalu
- Afghanistan

nadawana przede wszystkim za służbę w Afganistanie. Podczas noszenia samej baretki, również nosi się srebrną rozetę

## Opis medalu
Medal srebrny, okrągły.
Awers: popiersie królowej Elżbiety II.
Rewers: Flaga Wielkiej Brytanii otoczona inskrypcją For Operational Service oraz cztery główne punkty kompasu, pomiędzy nimi korony symbolizujące: Royal (górna lewa), Naval (górna prawa), Mural-Army (dolna lewa) i Astral-Royal Air Force (dolna prawa).